# NASDAQ
NASDAQ（ナスダック、National Association of Securities Dealers Automated Quotations）は、1971年に全米証券業協会（National Association of Securities Dealers、略称:NASD）主催で世界初の電子株式取引所として設立された証券取引所である。世界最大の新興（グロース）企業向け株式市場であり、AppleやMicrosoftなどのハイテク企業やIT関連企業の割合が高い。世界的にも時価総額でニューヨーク証券取引所（NYSE）と並ぶ規模を誇る。

## 歴史
証券取引を開始した日時は1971年2月8日。世界初の電子株式市場として、世界中の注目を集めた。
その後自動取引システムを導入し、コンピューターシステムの証券取引市場であることを強調した。それにより多くの企業が集まり、取引高ランキングで世界第2位の巨大市場と化した。
2007年5月、スウェーデンの証券取引所運営会社OMXと経営統合で合意。同年末までに新会社「NASDAQ OMXグループ（現在のNasdaq, Inc.）」を発足させると発表した。
2016年、アデナ・フリードマンが次期最高経営責任者に指名、アメリカの大手証券取引所運営会社のCEOを女性が務めるのは初めて。

## 注文板
注文板には3段階のレベルがある。市場参加者識別子（Market Participant Identifier）は金融機関の名称。
- Level 1 (Nasdaq Basic) - 最良買い気配値、最良売り気配値、その数量[6]
- Level 2 - 市場参加者識別子別のレベル1の情報
- Nasdaq TotalView - 全ての買い気配値、売り気配値、その数量、市場参加者識別子[7]

## 取引時間
- プレ・マーケットトレーディング時間 4:00 - 9:30[8]
- 立会時間 9:30 - 16:00
- アフターマーケット時間 16:00 - 20:00[9]

取引時間はいずれも米東部標準時（EST）。
立会時間は、東部時間9:30 - 16:00（日本時間23:30 - 6:00、夏時間の場合は22:30 - 5:00）の「一場制」であり、日本のような「前場」・「後場」といった区分は無いが、お昼時は相場の参加者が少なくなるため、取引量が少なくなり、立会時間の午前中に出来高が多い傾向にある。

## Tier
時価総額や流動性などに基づいて3段階のtier（階層）に会社を分類している。
1. Nasdaq Global Select Market (NASDAQ-GS) - 大型株
2. Nasdaq Global Market (NASDAQ-GM) - 中型株
3. Nasdaq Capital Market (NASDAQ-CM) - 小型株

それぞれに対して、Nasdaq Global Select Market Composite、Nasdaq Global Market Composite、Nasdaq Capital Market Compositeという株価指数がある。

## 株価指数
NASDAQ は多数の株価指数を作っている。主要なものとして以下のものがある。
- ナスダック総合指数
- ナスダック100指数

## NASDAQに上場している日本企業および日系企業
日本で登記している企業（日本企業）および日本企業の子会社や持株会社（日系企業）のうち、NASDAQ に上場している企業の一覧。
- Kura Sushi USA, Inc.（NASDAQ: KRUS）くら寿司の現地法人（子会社）2019年8月上場[12]
- 株式会社メディロム（NASDAQ: MRM）2020年12月上場[13]
- 吉通貿易株式会社（NASDAQ: TKLF）2022年1月上場[14]
- HeartCore Enterprises, Inc.（NASDAQ: HTCR）ハートコア株式会社の持株会社。2022年2月上場[15]

- 株式会社アーリーワークス（NASDAQ: ELWS）2023年7月上場[16][17]
- noco-noco Inc.（NASDAQ: NCNC）株式会社スリーダムアライアンスの子会社。2023年8月上場[18]
- Arm Holdings plc（NASDAQ: ARM）ソフトバンクグループ株式会社の子会社。2023年9月上場[19]
- 株式会社リード・リアルエステート（NASDAQ: LRE）2023年9月上場[20]
- TOYO Co., Ltd.（NASDAQ: TOYO）Abalance株式会社の連結子会社 Vietnam Sunergy Cell Company Limited の完全親会社のSPAC上場。2024年7月上場。[21][22]
- BloomZ Inc. （NASDAQ: BLMZ）サイバーステップ株式会社の子会社。2024年7月上場[23]
- SBCメディカルグループホールディングス（NASDAQ: SBC）。SBCメディカルグループ株式会社の親会社。Pono Capital TwoとのSPAC上場。2024年9月上場[24]
- Coincheck Group B.V.（NASDAQ: CNCK） コインチェック株式会社の持株会社。2024年12月11日上場[25]
- PicoCELA株式会社(NASDAQ:PCLA）は、2025年1月26日上場
- 株式会社Robot Consulting（NASDAQ: LAWR）2025年7月上場

### かつて上場していた会社
1983年10月6日より外国企業も SEC 登録が必要になったが、下記はそれ以降に上場した企業。
- サワコー・コーポレーション（SWKOY）1996年5月～2000年に上場。2001年に倒産。
- トレンドマイクロ（TMIC）1999年7月～2007年5月に上場。
- インターネットイニシアティブ（IIJI）1999年8月～2019年4月に上場。
- クレイフィッシュ（CRFH）2000年3月～2003年11月に上場。
- クロスウェイブコミュニケーションズ（CWCI）2000年8月に上場。2003年に倒産。
- FRONTEO（FTEO）2013年5月～2020年2月に上場。
- ペッパーフードサービス（KPFS）2018年9月～2019年7月に上場[28]。
- AERWINS Technologies Inc.（NASDAQ: AWIN）株式会社A.L.I. Technologies の米国法人。PONO Capital CorpとのSPAC上場。2023年2月上場。2024年1月A.L.I. Technologiesが破産。[29][30][31][32]
- 株式会社シーラテクノロジーズ（NASDAQ: SYT）2023年3月上場[33]
- 株式会社Warrantee（WRNT）2023年7月上場[34][35]。2024年3月末の年次決算を公表しなかったため[36]、2024年8月上場廃止。
- ピクシーダストテクノロジーズ株式会社（PXDT）2023年8月～2024年11月に上場[37][38]

初期の NASDAQ は店頭取引市場（OTC）であり、店頭取引銘柄として日本企業も多数扱われていた。歴史的経緯はOTCブリティンボードも参照。

## 関連する取引所
北欧諸国においてNasdaq Nordicを展開している。またかつての地方証券取引所のボストン証券取引所（現在のNasdaq BX）やフィラデルフィア証券取引所（現在のNasdaq PHLX）を買収してオプション取引所として運営している。
日本でも2000年に大阪証券取引所と提携した「NASDAQ JAPAN」（ナスダック・ジャパン）市場を開設したが、24時間取引の是非やシステム上の問題なども絡み、2002年12月に提携を解消。後に「ニッポン・ニュー・マーケット ヘラクレス」に改めることとなった。